# Фабиньо (футболист, 1970)
Фабио да Силва Азеведо (порт.-браз. Fábio da Silva Azevedo; род. 12 января 1970 года, Рио-де-Жанейро, Бразилия), более известный как Фабиньо (порт.-браз. Fabinho), — профессиональный бразильский футболист, выступавший на позиции полузащитника.

## Игровая карьера
Фабиньо начал свою карьеру в футболе в молодежной команде «Фламенго». Он был чемпионом Южной Америки среди игроков до 20 лет в 1988 году и обладателем Кубка Сан-Паулу по футболу среди юниоров в 1990 году, а также выиграл самые разнообразные титулы вместе с «Фламенго», сыграв в общей сложности 254 матча. В 1995 году перешёл в «Крузейро» и вместе с новой командой выиграл Кубок Бразилии и Кубок Либертадорес в 1997 году. Фабиньо также играл за «Гремио» и «Флуминенсе». Особым достижением в его карьере можно считать то, что он сыграл более 100 матчей за четыре основных бразильских футбольных клуба.

## Достижения

### «Фламенго»
- Чемпион Бразилии: 1992
- Чемпион штата Рио-де-Жанейро: 1991
- Обладатель Трофея Рио: 1991
- Обладатель Кубка Гуанабара: 1995
- Обладатель Кубка Рио: 1991
- Обладатель Кубка Сан-Паулу среди юниоров: 1990

### «Крузейро»
- Обладатель Кубка Либертадорес: 1997
- Обладатель Кубка Бразилии: 1996
- Чемпион штата Минас-Жерайс: 1996, 1997

### «Гремио»
- Обладатель Кубка Сул-Минас: 1999
- Чемпион штата Риу-Гранди-ду-Сул: 1999

### «Флуминенсе»
- Чемпион штата Рио-де-Жанейро: 2002

### Сборная Бразилии (до 20 лет)
- Чемпион Южной Америки среди молодёжи: 1988